# Mimi Keene
Mimi Keeneová (rodné jméno Mimi Saeed, * 5. srpna 1998) je anglická herečka. Proslavila se rolemi Ruby Matthewsové v komediálně-dramatickém seriálu z produkce Netflixu Sexuální výchova (2019–2023) a Cindy Williamsové v telenovele z produkce BBC One EastEnders (2013–2015).

## Mládí
Keeneová se narodila 5. srpna 1998 v Londýně jako Mimi Saeed. Žila v South Woodfordu a navštěvovala Churchfields Junior School. Poté se přestěhovala do Hertfordshire a navštěvovala římskokatolickou školu Divine Saviour v Abbots Langley. Později se přestěhovala do Barnsbury v Islingtonu, kde v letech 2009 až 2014 studovala na Italia Conti Academy of Theatre Arts.

## Kariéra
Keeneová zahájila kariéru jako dětská herečka v divadelních představeních a od 19. listopadu do 23. prosince 2010 hrála v divadle The Royal Court Theatre v roli Janey v představení Kin. V roce 2013 se objevila v seriálu CBBC Sadie J jako Brandy May Louová a v seriálu Our Girl jako Jade Dawesová. V letech 2013-2015 byla pravidelnou seriálovou hvězdou v seriálu EastEnders, kde hrála Cindy Williamsovou. Za svou roli si vysloužila nominace na britskou cenu a cenu Inside Soap Award. V roce 2013 namluvila hlasy Eurayle, Stheno a Medusy v počítačové hře Castlevania: Lords of Shadow - Mirror of Fate a jejího pokračování z roku 2014 Castlevania: Lords of Shadow 2. V roce 2016 se objevila v jedné epizodě seriálu Casualty jako Lana Westmore a v roce 2017 si zahrála Megan v krátkém filmu The Escape. V roce 2019 ztvárnila mladší verzi Edith Tolkienové ve filmu Tolkien a také začala hrát roli Ruby Matthewsové v seriálu Sexuální výchova z produkce Netflixu a objevila se ve filmu Close. Keeneová v roce 2022 dokončila natáčení 4. řady seriálu Sexuální výchova a měla by se objevit v roli Nathalie v nejnovější řadě seriálu After.

## Filmografie

### Film
| Rok  | Název      | Role              | Poznámky    |
| ---- | ---------- | ----------------- | ----------- |
| 2017 | The Escape | Megan             | krátký film |
| 2019 | Close      | Claire            |             |
| 2019 | Tolkien    | mladá Edith Bratt |             |

### Televize
| Rok        | Název            | Role              | Poznámky             |
| ---------- | ---------------- | ----------------- | -------------------- |
| 2013       | School for Stars | sama sebe         | 2 epizody            |
| 2013       | Sadie J          | Brandy May Louová | Epizoda: "Dederama"  |
| 2013       | Our Girl         | Jade Dawesová     | Epizoda: "Pilot"     |
| 2013–2015  | EastEnders       | Cindy Williamsová | 122 epizod           |
| 2016       | Casualty         | Lana Westmoreová  | Epizoda: „High Tide“ |
| 2019– 2023 | Sexuální výchova | Ruby Matthewsová  | 24 epizod            |

### Počítačové hry
| Rok  | Titul                                         | Role                      | Poznámky |
| ---- | --------------------------------------------- | ------------------------- | -------- |
| 2013 | Castlevania: Lords of Shadow - Mirror of Fate | Eurayle / Stheno / Medusa | Dabing   |
| 2014 | Castlevania: Lords of Shadow 2                | Eurayle / Stheno / Medusa | Dabing   |

## Ocenění a nominace
| Rok  | Ocenění             | Kategorie            | Výsledek   | Ref.   |
| ---- | ------------------- | -------------------- | ---------- | ------ |
| 2014 | British Soap Awards | Nejlepší mladý výkon | nominovaná | [ 9 ]  |
| 2014 | Inside Soap Awards  | Nejlepší mladý herec | oceněná    | [ 10 ] |
| 2015 | Inside Soap Awards  | Nejlepší mladý herec | nominovaná | [ 11 ] |